# Соболиці (Зеленогурський повіт)
Соболиці (пол. Sobolice) — село в Польщі, у гміні Новогруд-Бобжанський Зеленогурського повіту Любуського воєводства.
Населення — 35 осіб (2011).
У 1975-1998 роках село належало до Зеленогурського воєводства.

## Демографія
Демографічна структура станом на 31 березня 2011 року:
|          | Загалом | Допрацездатний вік | Працездатний вік | Постпрацездатний вік |
| -------- | ------- | ------------------ | ---------------- | -------------------- |
| Чоловіки | 15      | 0                  | 12               | 3                    |
| Жінки    | 20      | 1                  | 10               | 9                    |
| Разом    | 35      | 1                  | 22               | 12                   |